# Гранецька Вікторія Леонідівна
Вікторія Леонідівна Гранецька (*24 березня 1981, с. Юрівка, Козятинський район) — українська письменниця-прозаїк. Лауреатка літературної премії Коронація слова: 2011 року її роман «Мантра-омана» здобув І премію.

## Життєпис
Вікторія Гранецька народилася 24 березня 1981 року в селі Юрівка Козятинського району Вінницької області в родині поляка та українки. В дитинстві писала вірші, казки, оповідання, публікувалась у районній газеті «Вісник Козятинщини».
2003 року здобула фах практичного психолога у Вінницькому державному педагогічному університеті ім. М. Коцюбинського. До 2010 працювала офіціанткою, рекламним агентом, продавцем косметики, доглядачем за маленькими дітьми, консультантом у музичному магазині, коректором в газеті для російськомовних емігрантів Каліфорнії та Філадельфії, журналістом/редактором рубрики «Культура» в місцевому ЗМІ, а також літературним редактором в одному із глянцевих журналів.
З 2010 року мешкає у Вінниці, пише прозові твори.
31 жовтня 2018 року разом з чоловіком Владом Сордом, ветераном російсько-української війни та письменником, заснувала видавництво Дім Химер, що спеціалізується виключно на українській літературі сучасних авторів..

## Творчість

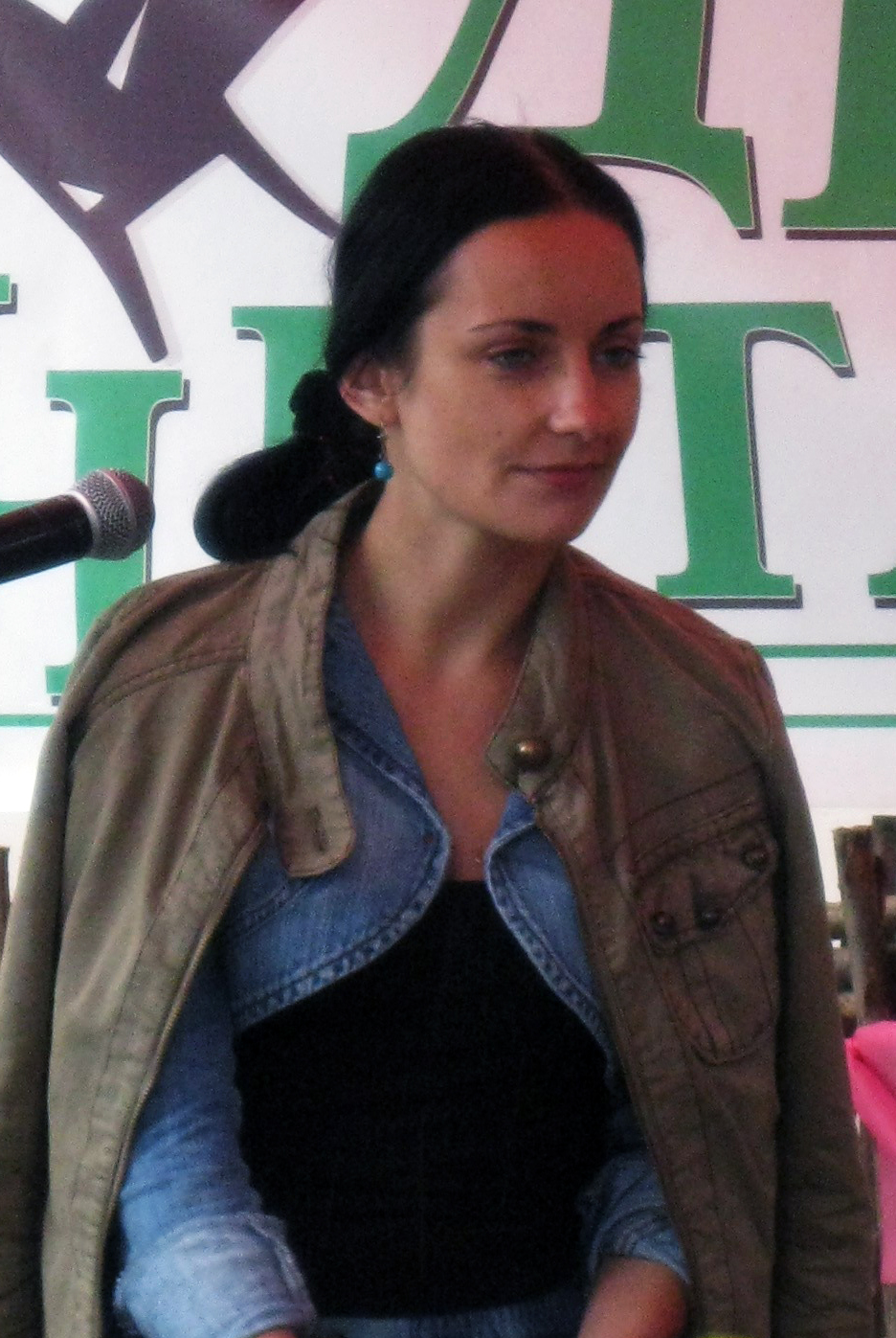
Гранецька Вікторія на фестивалі «Країна Мрій 2011»

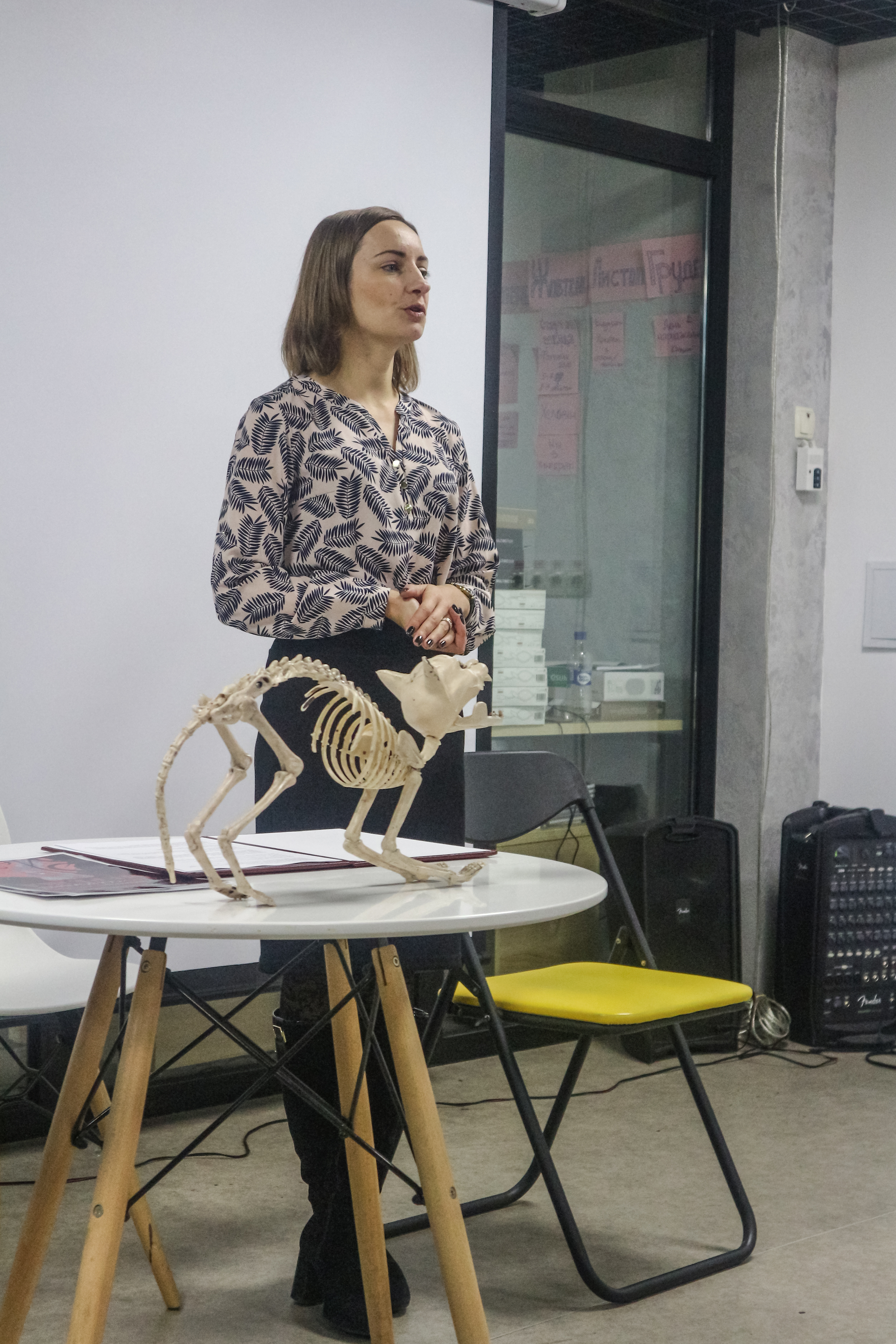
Вікторія Гранецька на фестивалі «День Химер 2019» до річниці заснування видавництва Дім Химер

2011 року за рукопис роману «Мантра-омана» отримала першу премію літературного конкурсу «Коронація слова» в номінації «роман». Це був дебютний твір 30-річної авторки, або, точніше, її перший завершений твір такого обсягу. Восени 2011 року роман вийшов у видавництві "Книжковий клуб «Клуб сімейного дозвілля».. Проте попри нагороди, тижневик «Дзеркало тижня» назвав твір «яскраво бездарним».
Упродовж 2012—2013 займалася журналістикою, соціально-культурними проєктами («100 книжок для сільських бібліотек», «Сучасне Епатажне Креативне Слово», «Письменницькі спогади»), мала кілька публікацій у жанрі малої прози (есей «Симфонія № 38» у складі альманаху «Експрес Молодість», новела «Закохане місто» на шпальтах «Літературної України»), двічі побувала в складі журі конкурсу «Коронація слова».
У червні 2013 року в «Клубі сімейного дозвілля» вийшла її друга книжка під назвою «ТІЛО™». У вересні того ж року роман «ТІЛО™» потрапив у десятку фіналістів Міжнародної премії імені О. Ульяненка та увійшов до шорт-листа Всеукраїнського рейтингу «Книжка року'2013» у номінації «Красне письменство».
2015 року почала писати неримовану поезію й отримала диплом лауреата VIII Всеукраїнського поетичного фестивалю «Підкова Пегаса-2015», а згодом за вірш «Смарагдові очі» — лауреатство у Міжнародному поетичному конкурсі «Намалюй мені ніч» від журналу «Склянка часу*Zeitglas».
Долучилася до започаткованого «Коронацією слова» проєкту «Воскресіння Розстріляного Відродження» з літературознавчим нарисом «Корабель Юрія Яновського». Взяла участь у I Міжнародному фестивалі оповідання "«Intermezzo» (м. Вінниця) і продовжила експерименти з короткою прозою — у вересні 2015 року побачили світ українська та англійська версії оповідання письменниці «Емігрантка» у складі двомовної збірки есеїв та оповідань «Україна в мені» («Ukraine within me») від Львівського жіночого літературного клубу (видавництво «Апріорі»).
Есей «Остання жінка на Землі» вийшов на шпальтах літературно-художнього журналу «Дніпро», оповідання «Абонентська скринька» у складі збірки «Львів. Кава. Любов», виданої «Клубом Сімейного Дозвілля».
У вересні 2015 року вийшов «Щасливий» — третій роман письменниці, створений на основі реальної історії про українську дівчину та азербайджанського хлопця-мусульманина. Роман нагороджено спеціальною відзнакою «Коронації слова» у номінації «Гранд Романи» та опубліковано у київському видавництві «Нора-Друк». Книга була презентована у різних містах України, в тому числі й у середовищі українських мусульман в Ісламському культурному центрі м. Києва.
2019 р. отримала Всеукраїнську літературну премію ім. М. Коцюбинського за збірку оповідань «Reality Show/Magic Show».